# 고래의 꿈
《고래의 꿈》은 1991년 12월 9일 SBS에서 방영된 개국 특집 드라마다.

## 줄거리
전산실에 근무하는 수남은 한강변에서 군인들에 의해 잡혀 올려지는 돌고래를 목격한 이후 전개되는 주위에 의해 철저히 소외되는 내용을 그린 이야기이다.

## 등장 인물
- 송승환 - 이수남 역
- 심혜진 - 오혜영 역
- 반효정 - 수남 어머니 역
- 김성일 - 박 대리 역
- 서학 - 강 과장 역
- 백준기 - 신호걸 교수 역
- 양영준 - 양상문 교수 역
- 기정수
- 김진오
- 허길자 - 소녀 엄마 역
- 박인순
- 이배국
- 이형진
- 이필수
- 김하라
- 공형진
- 성동일
- 이수연 - 소녀 역
- 이진헌
- 김성현